# Isoetes foveolata
Isoetes foveolata là một loài dương xỉ trong họ Isoetaceae. Loài này được A.A. Eaton ex R. Dodge mô tả khoa học đầu tiên năm 1896.